# Schwedischer Sportverband
Der Reichssportverband (schwedisch Riksidrottsförbundet, kurz RF) ist der Dachverband der schwedischen Sportvereine sowie Fach- und regionalen Sportverbände. Die Hauptaufgabe besteht darin, die Mitgliedsverbände/vereine zu unterstützen und die Sportvereine im Kontakt mit zum Beispiel Politikern zu vertreten. 
Der Verband wurde am 31. Mai 1903 unter der Präsidentschaft von Viktor Balck gegründet. In der langen Geschichte schlossen sich zunehmend Sportverbände und Sportvereine dem schwedischen Sportverband an, sodass dieser heute 21 Bezirkssportverbände (distriktsidrottsförbund), 70 Fachsportverbände (specialidrottsförbund), etwa 750 Fachbezirkssportverbände (specialdistriktsidrottsförbund) aufweist. In ihnen sind über 3 Millionen Mitglieder in  mehr als 20.000 Sportvereinen (idrottsföreningar) aktiv.

## Dies und Das
Anlässlich des 100-jährigen Jubiläums des Verbandes im Jahr 2003 schuf der Verband eine Liste von 100 für den schwedischen Sport bedeutenden Sportanlagen (100 idrottshistoriska platser).

## Mitgliedsverbände
| Mitgliedsverband                                  | Sportart                   | Gründungs- jahr | Aufnahme- jahr | Vereine | Mitglieder |
| ------------------------------------------------- | -------------------------- | --------------- | -------------- | ------- | ---------- |
| Korpen Svenska Motionsidrottsförbundet            | Ausgleichssport            | 1945            | 1975           | 378     | 267.158    |
| Svenska Amerikansk Fotbollförbundet               | American Football          | 1955            | 1991           | 78      | 7.195      |
| Svenska Badmintonförbundet                        | Badminton                  | 1936            | 1942           | 241     | 31.197     |
| Svenska Bandyförbundet                            | Bandy                      | 1925            | 1925           | 277     | 75.000     |
| Svenska Bangolfförbundet                          | Minigolf                   | 1937            | 1957           | 101     | 6.795      |
| Svenska Baseboll- och Softbollförbundet           | Baseball, Softball         | 1956            | 1973           | 41      | 862        |
| Svenska Basketbollförbundet                       | Basketball                 | 1952            | 1952           | 368     | 104.000    |
| Svenska Biljardförbundet                          | Billard                    | 1940            | 1974           | 48      | 713        |
| Svenska Bilsportförbundet                         | Automobilsport             | 1936            | 1972           | 471     | 105.014    |
| Svenska Bob- och Rodelförbundet                   | Bobsport, Rennrodeln       | 1949            | 1952           | 17      | 3.151      |
| Svenska Bordtennisförbundet                       | Tischtennis                | 1926            | 1943           | 728     | 66.080     |
| Svenska Bouleförbundet                            | Boule                      | 1977            | 1987           | 281     | 14.200     |
| Svenska Bowlingförbundet                          | Bowling                    | 1930            | 1936           | 784     | 37.156     |
| Svenska Boxningsförbundet                         | Boxen                      | 1919            | 1939           | 163     | 14.006     |
| Svenska Brottningsförbundet                       | Ringen                     | 1920            | 1920           | 169     | 9.105      |
| Svenska Bågskytteförbundet                        | Bogenschießen              | 1940            | 1949           | 145     | 6.856      |
| Svenska Budo- och Kampsportsförbundet             | Kampfsport                 | 1960            | 1961           | 656     | 46.455     |
| Svenska Castingförbundet                          | Casting                    | 1961            | 1961           | 63      | 6.859      |
| Svenska Curlingförbundet                          | Curling                    | 1916            | 1955           | 67      | 4.632      |
| Svenska Cykelförbundet                            | Radsport                   | 1900            | 1903           | 266     | 4.500      |
| Svenska Danssportförbundet                        | Tanzsport                  | 1968            | 1977           | 148     | 38.831     |
| Svenska Dartförbundet                             | Darts                      | 1973            | 2009           | 168     | 2.512      |
| Svenska Draghundsportförbundet                    | Mushing                    | 1987            | 1989           | 100     | 15.000     |
| Svenska Dragkampförbundet                         | Tauziehen                  | 1933            | 1958           | 27      | 1.994      |
| Sveriges Dövas Idrottsförbund                     | Gehörlosensport            | 1913            | 1995           | 46      | 5.500      |
| Svenska Flygsportförbundet                        | Luftsport                  | 1966            | 1966           | 393     | 18.730     |
| Svenska Fotbollförbundet                          | Fußball                    | 1904            | 1904           | 3460    | 1.050.000  |
| Svenska Friidrottsförbundet                       | Leichtathletik             | 1895            | 1903           | 960     | 596.187    |
| Svenska Frisbeesportförbundet                     | Frisbee                    | 1974            | 1983           | 72      | 5.300      |
| Svenska Fäktförbundet                             | Fechten                    | 1904            | 1904           | 51      | 4.200      |
| Svenska Golfförbundet                             | Golf                       | 1904            | 1904           | 484     | 547.977    |
| Svenska Gymnastikförbundet                        | Gymnastik                  | 1904            | 1904           | 1164    | 233.368    |
| Svenska Gång- och Vandrarförbundet                | Gehen, Wandern             | 1934            | 1934           | 127     | 31.500     |
| Svenska Handbollförbundet                         | Handball                   | 1930            | 1931           | 510     | 110.000    |
| Svenska Handikappidrottsförbundet                 | Behindertensport           | 1969            | 1969           | 459     | 32.532     |
| Svenska Innebandyförbundet                        | Unihockey (Floorball)      | 1981            | 1985           | 1215    | 204.273    |
| Svenska Ishockeyförbundet                         | Eishockey                  | 1922            | 1923           | 628     | 61.538     |
| Svenska Isseglarförbundet                         | Eissegeln                  | 1906            | 1906           | 42      | 14.000     |
| Svenska Judoförbundet                             | Judo                       | 1960            | 1961           | 160     | 15.329     |
| Svenska Kanotförbundet                            | Kanusport                  | 1904            | 1904           | 115     | 22.000     |
| Svenska Klätterförbundet                          | Klettern                   | 1973            | 1995           | 71      | 5.719      |
| Svenska Konståkningsförbundet                     | Eiskunstlauf               | 1945            | 1945           | 138     | 18.465     |
| Svenska Landhockeyförbundet                       | Hockey                     | 1975            | 1977           | 26      | 2.001      |
| Svenska Motorcykel- och Snöskoterförbundet        | Motorradsport, Schneemobil | 1935            | 1961           | 555     | 130.242    |
| Svenska Mångkampsförbundet                        | Mehrkampf                  | 1909            | 1962           | 94      | 14.766     |
| Svenska Orienteringsförbundet                     | Orientierungslauf          | 1938            | 1938           | 601     | 93.700     |
| Svenska Racerbåtförbundet                         | Motorbootsport             | 1948            | 1962           | 47      | 2.850      |
| Svenska Ridsportförbundet                         | Pferdesport                | 1912            | 1962           | 923     | 169.469    |
| Svenska Ringetteförbundet (assoziiertes Mitglied) | Ringette                   | 1994            | 2003           |         |            |
| Svenska Roddförbundet                             | Rudern                     | 1904            | 1904           | 65      | 6.882      |
| Svenska Rugbyförbundet                            | Rugby                      | 1932            | 1958           | 51      | 4.402      |
| Svenska Seglarförbundet                           | Segeln                     | 1905            | 1960           | 414     | 128.400    |
| Svenska Simförbundet                              | Schwimmsport               | 1904            | 1904           | 347     | 117.964    |
| Svenska Skidförbundet                             | Skisport                   | 1908            | 1904           | 1508    | 184.231    |
| Svenska Skidskytteförbundet                       | Biathlon                   | 1986            | 1987           | 60      | 8.000      |
| Svenska Skolidrottsförbundet                      | Schulsport                 | 1916            | 1916           | 1202    | 305.270    |
| Svenska Skridskoförbundet                         | Eislauf                    | 1904            | 1904           | 66      | 20.187     |
| Svenska Sportdykarförbundet                       | Tauchsport                 | 1958            | 1966           | 178     | 7.939      |
| Svenska Sportskytteförbundet                      | Sportschießen              | 1943            | 1956           | 1314    | 68.264     |
| Svenska Squashförbundet                           | Squash                     | 1965            | 1969           | 63      | 5.050      |
| Svenska Styrkelyftförbundet                       | Kraftdreikampf             | 1996            | 1997           | 157     | 28.500     |
| Svenska Taekwondoförbundet                        | Taekwondo                  | 1996            | 1997           | 192     | 7.843      |
| Svenska Tennisförbundet                           | Tennis                     | 1906            | 1906           | 487     | 104.130    |
| Svenska Triathlonförbundet                        | Triathlon                  | 1993            | 1995           | 133     | 7.500      |
| Svenska Tyngdlyftningsförbundet                   | Gewichtheben               | 1920            | 1920           | 90      | 19.483     |
| Svenska Varpaförbundet                            | Varpa (Scheibenwerfen)     | 1945            | 1946           | 50      | 2.407      |
| Svenska Vattenskidförbundet                       | Wasserski                  | 1962            | 1962           | 75      | 7.000      |
| Svenska Volleybollförbundet                       | Volleyball                 | 1961            | 1961           | 191     | 9.284      |
| Sveriges Akademiska Idrottsförbund                | Hochschulsport             | 1913            | 1964           | 76      | 69.246     |
| Sveriges Karateförbundet                          | Karate                     | 2008            | 2009           | 315     | 14.508     |
| RF (gesamt)                                       | Sport                      | 1903            |                | 25.160  | 5.385.407  |